# Ferreiros e Gondizalves
Ferreiros e Gondizalves (oficialmente: União das Freguesias de Ferreiros e Gondizalves) é uma freguesia portuguesa do município de Braga, com 4,26 km² de área e 9976 habitantes (censo de 2021). A sua densidade populacional é 2 341,8 hab./km².

## História
Foi constituída em 2013, no âmbito de uma reforma administrativa nacional, pela agregação das antigas freguesias de Ferreiros e Gondizalves e tem a sede em Ferreiros.

## Demografia
A população registada nos censos foi:
| Distribuição da População por Grupos Etários | Distribuição da População por Grupos Etários | Distribuição da População por Grupos Etários | Distribuição da População por Grupos Etários | Distribuição da População por Grupos Etários |
| -------------------------------------------- | -------------------------------------------- | -------------------------------------------- | -------------------------------------------- | -------------------------------------------- |
| Ano                                          | 0-14 Anos                                    | 15-24 Anos                                   | 25-64 Anos                                   | > 65 Anos                                    |
| 2001                                         | 1671                                         | 1356                                         | 4604                                         | 635                                          |
| 2011                                         | 1622                                         | 1084                                         | 5484                                         | 958                                          |
| 2021                                         | 1552                                         | 1147                                         | 5662                                         | 1615                                         |

À data da junção das freguesias, a população registada no censo anterior (2011) foi:
| Freguesia atual         | Freguesia atual  | Freguesia atual | Freguesias antigas | Freguesias antigas | Freguesias antigas |
| Freguesia               | População (2011) | Área (km²)      | Freguesia          | População (2011)   | Área (km²)         |
| ----------------------- | ---------------- | --------------- | ------------------ | ------------------ | ------------------ |
| Ferreiros e Gondizalves | 9148             | 4,26            | Ferreiros          | 7707               | 2,58               |
| Ferreiros e Gondizalves | 9148             | 4,26            | Gondizalves        | 1441               | 1,68               |